# داتسی بوش
داتسی بوش (انگلیسی: Dotsie Bausch؛ زادهٔ ۶ مارس ۱۹۷۳) دوچرخه‌سوار (دوچرخه‌سواری پیست) اهل ایالات متحده آمریکا است.